# Cordillera Xiaoxiang
La cordillera Xiaoxiang (en chino, 小相 岭; pinyin, Xiaoxiangling) es una cadena montañosa relativamente pequeña en la provincia china de Sichuan. Forma parte del complejo sistema de montañas del centro-sur de Sichuan, y se inicia en la dirección general norte-sur, dentro de la prefectura autónoma de Liangshan Yi y las partes adyacentes de la ciudad de Ya'an.
El punto más alto de la cordillera es Huatoujian (铧 头 尖), a 4.791 m sobre el nivel del mar.
La cordillera Xiaoxiang está separada por el río Dadu de su vecina del norte, la cordillera Daxiang. Las montañas de la gran cordillera Daxue no están muy lejos, hacia el noroeste.
Son parte de una serie de montañas más grandes, las montañas Hengduan.